# Allures
Alluresは1961年のアメリカ合衆国の短編映画・抽象映画。上演時間8分。監督はジョーダン・ベルソン。
音と光の効果の喚起させる組み合わせを使っている。ジョーダン・ベルソンによると「宇宙的」で空の気分にさせるという。
2011年、アメリカ議会図書館によってアメリカ国立フィルム登録簿に選ばれた。